# Gradiz
Gradiz is een plaats (freguesia) in de Portugese gemeente Aguiar da Beira en telt 212 inwoners (2001).